# قائمة كنائس حلب

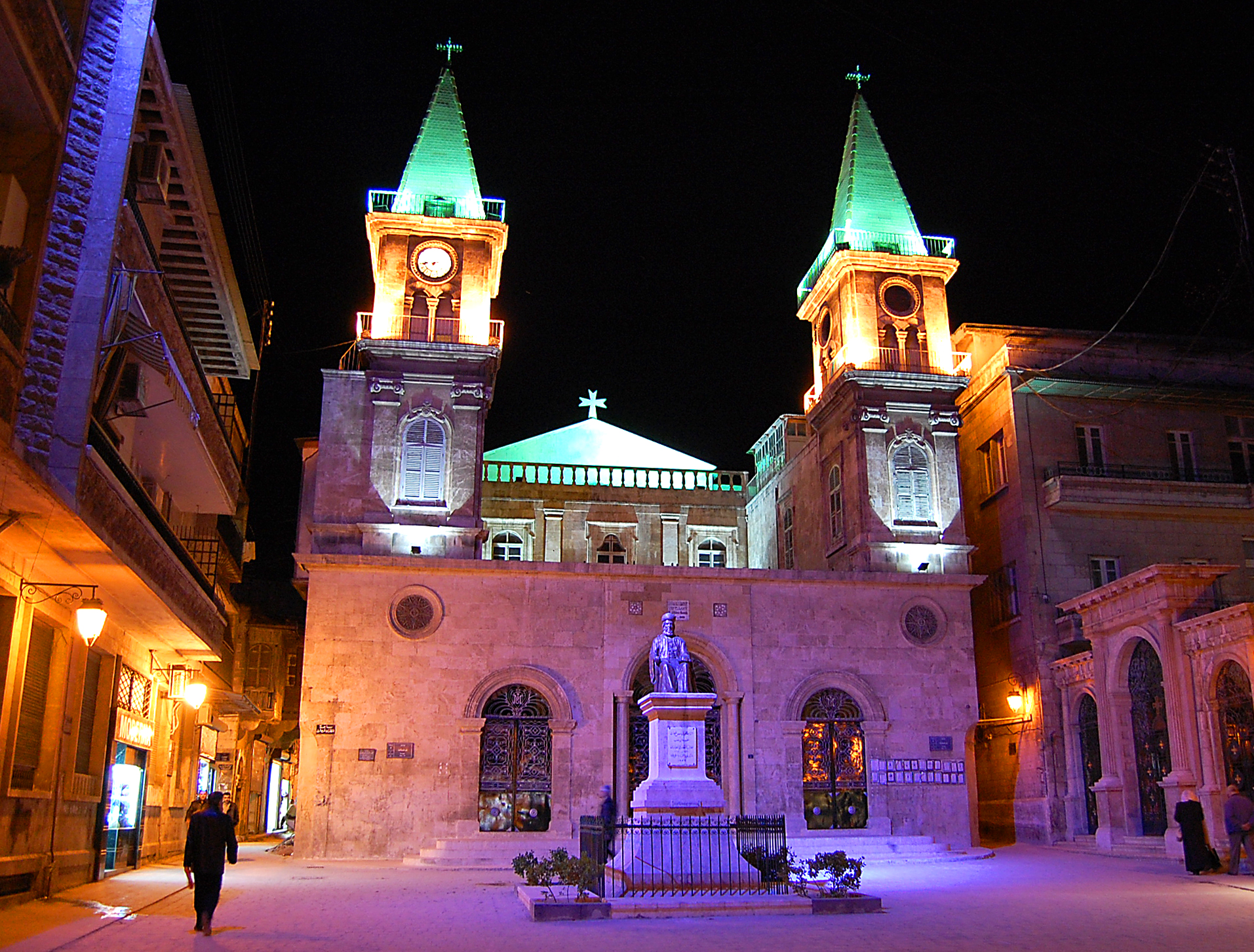
كاتدرائية القديس إلياس المارونية في ميدان فرحات بحلب، وهيَ واحدة من أكبر الكنائس في المدينة، بُنيت عام 1873 مكانَ الكنيسة القديمة التي تعود للقرن الخامس عشر.

تنتشرُ مجموعةٌ كبيرةٌ من الكنائس والكاتدرائيّات في مدينة حلب في سوريا، تتوزّع على الأحياء القديمة والحديثة التي يتركز فيها المسيحيون خارج سور المدينة القديمة، ويعود تاريخ غالبيّة الكنائس الحاليّة إلى القرنين التاسع عشر والعشرين. تتنوّع الانتماءات الطقسيّة لهذه الكنائس بين البيزنطيّة والسريانيّة والأرمنيّة والرومانية، كما تختلف أساليب عمارتها بين الشرقية القديمة والغربية الحديثة. يمتلك المسيحيون أكثر من 30 كنيسة في حلب، من بينها 8 كاتدرائيات، تتوزع بشكل رئيسي على 11 طائفة مختلفة هُم السريان الأرثوذكس والأرمن الإنجيليون والأرمن الكاثوليك والأرمن الأرثوذكس والسريان الكاثوليك والكلدان والموارنة والروم الأرثوذكس، والروم الكاثوليك، واللاتين والإنجيليون العرب. وقد كانت حلب قبل الحرب الأهلية السورية أكبر تجمّع للمسيحيين في سوريا والثالثة في الشرق الأوسط بعد القاهرة وبيروت، إذ شكّل المسيحيون 12% من إجمالي سكانها بمجموع 250,000 نسمة.
بدأت عمارة الكنائس في المدينة منذ القرن الخامس، لكن اندثار الكنائس الواقعة داخل سور المدينة نتيجة التدمير والاضطهاد، دفع السكان المسيحيين للانتقال إلى الأحياء الحديثة خارج السور أواخر القرن الرابع عشر، فأسسوا حيّاً خاصّاً بهم سُمِّيَ بالجديدة، وبَنَوا فيه بدايةً خمسَ كنائس، ثم توسّعوا في بناء كنائس وكاتدرائيات جديدة بعد رفع القيود على ذلك من قبل الدولة العثمانية في القرن 19، لتندلع بعدها اضطرابات طائفية في المدينة عرفت بقومة حلب عام 1850م، وفي أوائل القرن 20 نزحت أعداد كبيرة من الأرمن والسريان إلى حلب نتيجة الإبادة الجماعية التي عانت منها هذه الجماعات على يد حكومة تركيا الفتاة في الدولة العثمانية، وقد استمر تشييد كنائس جديدة طوال القرن العشرين وأوائل القرن الواحد والعشرين حتى اندلاع الحرب الأهلية السورية حيثُ تعرضت غالبية الكنائس إلى الدمار الكلي أو الجزئي حالها كحال سائر عمارة مدينة حلب.

## التاريخ

خط زمني للفروع الأساسية للكنائس المسيحية حسب العقيدة.

يعود تاريخ بناء الكنائس في حلب إلى القرن الخامس الميلادي، بعد تحوّل مُعظم سكّانها إلى المسيحية، حيث بلغَ عدد كنائسها حتّى الفتح العربي الإسلامي للمدينة عام 637 حوالي سبعين كنيسة، كان أهمّها الكاتدرائية البيزنطيّة العُظمى، بالإضافة لعدة كنائس كبيرة أُخرى تتبع السريان والموارنة والنساطرة والأرمن. بدأت هذه الكنائس تندثر بعد أن تدمّر مُعظمها إثر غزو المغول للشام، بالإضافة لتعرّضها للهدم خلال حكم السلاجقة والمماليك، بالإضافة إلى تحول بعضها إلى مساجد أو مدارس كالمدرسة الحلويّة، فلم يبقَ للمسيحين كنائس داخل المدينة القديمة وانتقلوا إلى خارج السُّور حيثُ أسّسوا حيًّا محصّنًا سُمّي بالجديدة، وبَنوا فيهِ مجمّعًا من أربع كنائس تشترك في فناءٍ عامّ وبوّابة مدخل وحيدة، اثنتان منها للأرمن، وواحدة للروم الأرثوذكس، وأُخرى للموارنة، بينما كانت هناك كنيسة خارج المجمّع تتبع السريان، وتطوّر المجمع لاحقًا ليشكْل مجموعة كنائس متقاطعة بشكل صليب عُرفت بحارة الصليبة.

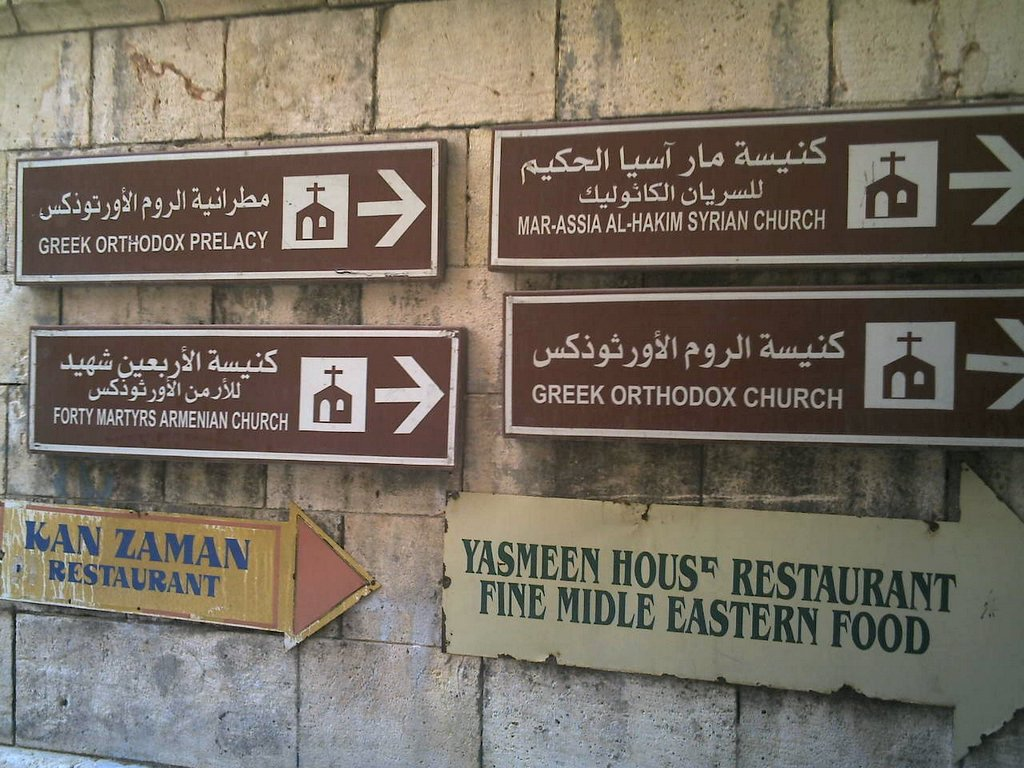
لافتات ثنائية اللغة في الشوارع تُشير إلى مواقع الكنائس في حي الجديدة التاريخي في حلب.

نشأت في القرن الثامن عشر مدرسة للفنّ الأيقونيّ عُرفت بـ المدرسة الحلبيّة، أنتجت الكثير من الأيقونات المتنوّعة التي تتواجد في مُختلف كنائس بلاد الشام، خصوصًا كنائس حلب. وخلال فترة الحكم العثماني ازدادت ثروة وثقافة ونفوذ المسيحيين بفضل الحماية الأجنبية من الدول الأوربية، وازداد عدد المتحولين إلى الكاثوليكية في القرن التاسع عشر ليغدو نصف المجتمع المسيحي الحلبي تابعًا لكنيسة روما، فبدأت مُختلف الطوائف الكاثوليكية من روم وأرمن وموارنة في بناء كنائس جديدة ضخمة الأبعاد وبأسلوب غني بالزخارف، بعدَ إصدار قوانين الإصلاح العثمانية التي رفعت القيود على بناء الكنائس. ومع ازدياد قوّة المسيحيين ونفوذهم ونتيجة التوترات الطائفية في المدينة حصلت اضطرابات طائفية في عام 1850م نتج عنها أعمال سلب ونهب للكنائس والمنازل والممتلكات العائدة للمسيحيين ممّا أدى لمقتل المئات وتدمير ستة كنائس، بما في ذلك مطرانية الروم الكاثوليك. وقد قام التجار الأجانب بين أواخر القرن 19 وأوائل القرن 20 بتشييد العديد من الكنائس والأديرة للرهبانيات الأجنبية مثل الفرنسيسكان والكبوشيين واليسوعيين، من أجل خدمة الجاليات الأجنبية والقنصليات الأوروبية في المدينة. وفي بدايات القرن العشرين نزحَت مجموعات كبيرة من الأرمن والسريان من قيليقية وطور عبدين في الأناضول إلى حلب هربًا من الإبادة الجماعية للأرمن والآشوريين، ووصلت جاليات من الروم الأرثوذكس من لواء الإسكندرون عندما أُلحقَ بتركيا عام 1939، إذ شكّل المسيحيون وقتها أكثر من ثُلث السكان في المدينة، فبدأت مُختلف هذه الطوائف ببناء كنائس جديدة في المدينة.
وفي أوقات لاحقة من القرن العشرين وخلال التوسع العمراني في مدينة حلب، بدأ المسيحيون بالنزوح إلى الأحياء الجديدة، فبدؤوا في بناء كنائس وكاتدرائيات بأساليب عمرانية حديثة، وألحقوا بها الكثير من المدارس والجمعيات الدينية والمكتبات والمراكز الصحية والثقافية والخيرية، بالإضافة لإقامة الأضرحة والمزارات الدينية، وأكثر من نصب تذكاري للإبادة الجماعية للأرمن، كما رمّموا العديد من كنائسهم القديمة أو قاموا بتجديد مبانيها، بينما تخلّوا عن بعضها الآخر. وفي العقد الثاني من القرن الواحد والعشرين، وبعد اندلاع معركة حلب خلال الحرب الأهلية السورية، عانت حوالي 20 كنيسة من الدمار الشديد خلال المعارك في حلب، نتيجةً لاستهدافها بعشرات قذائف الهاون والصواريخ، وذلك في إطار القصف العشوائي واستهداف المنشآت المدنيّة والحيويّة، وأبرزها الكنيسة الإنجيلية الوطنية، والكنائس التاريخية الموجودة في حي الجديدة. وثّقت الشبكة السورية لحقوق الإنسان 17 حالة لاستهداف أو تدمير الكنائس في محافظة حلب، من أصل 63 حالة في عموم سوريا. في بعض الأحيان، حوّلت أطراف الصراع المختلفة بما فيها الجيش السوري والمعارضة المسلحة والجماعات الأخرى الكنائس إلى ثكنات عسكرية، مما أدّى لاستهدافها. وحمّلت الشبكة فصائل المعارضة المسلحة المسؤولية عن تدمير 12 كنيسة في حلب، بينما حمّلت الحكومة المسؤولية عن تدمير 5. حتّى يناير 2020، تمكّنت الحكومة السورية من خلال مشروع إعادة بناء حلب القديمة، من إعادة ترميم عدّة كنائس منها كاتدرائية مريم أم المعونات للأرمن الكاثوليك، وكاتدرائية الأربعين شهيد للأرمن الأرثوذكس، وكاتدرائية السيّدة للروم الكاثوليك.

## مفتاح
تنتشر في حلب الكثير من الكنائس القديمة الأثرية أو المهجورة، ومجموعة من الأديرة والرهبانيات والإكليريكيات والمدارس المسيحية، لكن تتضمّن القائمة التالية فقط الكنائس والكاتدرائيات التي كانت نشطة خلال القرن الواحد والعشرين.
| مفتاح | مفتاح                                                                                |
| ----- | ------------------------------------------------------------------------------------ |
|       | يشير اللون الرمادي إلى أن الكنيسة مقر أبرشية أو مطرانية أو مركز رئيسي لإحدى الطوائف. |

## الكنائس الأرثوذكسية المشرقية

### الأرمن الأرثوذكس
| الاسم                   | سنة الافتتاح                               | صورة | مكرسة لـ                                  | ملخص | الموقع                                                             |
| ----------------------- | ------------------------------------------ | ---- | ----------------------------------------- | --- | ------------------------------------------------------------------ |
| كاتدرائية الأربعين شهيد | 1491                                       |      | شهداء سبسطية الأربعون.                    | بُنيت الكاتدرائية الحالية عام 1869 في موقع كنيسة قديمة بُنيت في أوائل القرن الخامس عشر فوق مقبرة قديمة للمسيحيين، ووُسّعت لمرّات عديدة أعوام 1491 و1499 و1616. بُنيَ بجوارها خان القدس (الهوكيدون) في القرن السابع عشر كبيت استراحة للحجّاج الأرمن الذاهبين إلى القدس. لم تمتلك الكنيسة جرسًا حتّى العام 1912، إذ بُنيَ برج كبير يحمل صفات العمارة الباروكية وُضعَ فيه الجرس، وبعد ذلك وُسِّعَت لمرّات العديدة في النصف الثاني من القرن العشرين، وأُعيد بناء الهيكل الداخلي بطابع أرمني عام 1965. وفي العام 1989 وُضعَ نصب تذكاري لضحايا الإبادة الجماعية للأرمن في الجهة الشمالية من باحة الكاتدرائية. تُعتبر مقرًا لمطرانية حلب للأرمن الأرثوذكس، وتحوي مجموعة من الأيقونات المرسومة في أرمينيا وإيطاليا وعددًا من أيقونات المدرسة الحلبيّة التي نشأت في القرن الثامن عشر. خلال الحرب الأهلية، أصيبت الكنيسة بأضرار طفيفة وانهارت الواجهة وأحد الأبنية الملحقة بها، وقد أعيد افتتاحها في آذار/مارس 2019 بعد انتهاء أعمال الترميم وإعادة التأهيل التي شملت إصلاح الواجهة والأسقُف والباحات وإعادة افتتاح الباب الغربي الذي كان مغلقًا لأكثر من 200 عام. | حي الجديدة 36°12′22″N 37°09′19″E / 36.2061228°N 37.1553558°E       |
| كنيسة مريم العذراء      | 1535 (البناء الأول) - 1983 (البناء الثاني) |      | مريم العذراء                              | بُنيت في البداية في القرن 15 بجوار كاتدرائية الأربعين شهيد في حي الجديدة، وأعاد مطران حلب ترميمها عام 1535. وفي القرن العشرين، توسّعت الكنيسة بعد ازدياد رعاياها من الأرمن الهاربين من المجازر في عنتاب. وبعد انتقال العديد من السكان الأرمن نحو الأحياء الحديثة شُيّدت كنيسة جديدة مكرسة للسيدة العذراء في حي الفيلات عام 1983، فتحولت الكنيسة القديمة إلى متحف يعرض العديد من المخطوطات الدينية القديمة والأدوات والكؤوس المُستعملة في الصّلاة المسيحيّة. بينما تحوي الكنيسة الجديدة أيقونة (العذراء وطفلها) التي رُسمت عام 1633، بالإضافة لنصب تذكاري لشهداء الأرمن، وتتبع لها مدرسة وجمعية ثقافيّة أرمنيّة. | حي الفيلات 36°12′37″N 37°09′40″E / 36.2104164°N 37.161118°E        |
| كنيسة كريكور المنور     | 1933                                       |      | غريغوريوس المنور                          | وقد تُعرف بكنيسة القديس غريغوريوس أو كنيسة سورب كريكور، بدأت أعمال بنائها في حي الميدان عام 1930 وكُرِّسَت بعد ثلاث سنوات. | حي الميدان 36°13′14″N 37°10′03″E / 36.220588°N 37.1674546°E        |
| كنيسة القديس يعقوب      | 1943                                       |      | القديس يعقوب النصيبيني.                   | هيَ كنيسة صغيرة بدأت أعمال بنائها عام 1934 على أرض تبرّع بها القنصل الإيطالي في حلب. كُرّست في 3 يونيو 1943، وأُعيد توسيعها عامي 1962 و 1989. | حي السريان القديم 36°13′03″N 37°08′43″E / 36.2174413°N 37.145212°E |
| كنيسة القديس كيفورك     | 1965                                       |      | القديس جرجس (الذي يُدعى كيفورك بالأرمنيّة). | افتُتحت عام 1923 ككنيسة خشبية صغيرة تقع بجوار مخيمات النازحين الأرمن. وفي عام 1937 بدأت عمليات بناء كنيسة جديدة، دُشّنت عام 1965، وضمّت الكثير من الأيقونات التي رسمها فنّانون أرمن سوريوّن، كما بُنيَ فيها نصب تذكاري لضحايا مدينة مرعش خلال الإبادة الجماعية للأرمن. خلال الحرب الأهلية السورية، قامت جماعات مسلحة بإحراق الكنيسة من الداخل في 29 أكتوبر 2012. | حي الميدان 36°13′14″N 37°10′05″E / 36.2206664°N 37.1679209°E       |

### السريان الأرثوذكس
| الاسم                        | سنة الافتتاح | صورة | مكرسة لـ              | ملخص | الموقع                                                               |
| ---------------------------- | ------------ | ---- | --------------------- | --- | -------------------------------------------------------------------- |
| كاتدرائية مار أفرام السرياني | 1926         |      | القديس أفرام السرياني | بدأت أعمال بناء الكاتدرائية عام 1924، من أجل إقامة دور عبادة للسريان النازحون من ماردين وديار بكر، وبعد ذلك بعامين دُشّنت وافتتاحها بشكل رسمي. أُجريت أعمال لتوسيعها عام 1965، وأعاد المطران يوحنا إبراهيم ترميمها عام 1983، وقام بتوسيعها مرّة أُخرى وبناء مذابح ومدافن جديدة عام 1995، كما قام بإكساء جدرانها بالحجر المرمري. تعمل كمقرّ لمطرانية حلب وتوابعها للسريان الأرثوذكس.                                                                     | حي السليمانية 36°12′45″N 37°09′28″E / 36.2124361°N 37.157702°E       |
| كنيسة مار جرجس الشهيد        | 1953         |      | القديس جرجس           | بَنى المهاجرون الرهاويون السريان إلى حلب كنيسة خشبيّة صغيرة في حي السريان القديم، وبدؤوا في حملة لجمع التبرّعات من أجل بناء كنيسة إسمنتيّة كبيرة، فبدأت أعنال البناء واستمرّت بين عامي 1932 و 1935، حيثُ صُمّمت على طراز كنيسة الرسولين بطرس وبولس الموجودة في مدينة الرها. أُقيمت حفلة تدشينيّة للكنيسة عام 1953، وأُعيد ترميمها عام 1983. تحوي على الكثير من الكتب والمخطوطات التاريخية والدينية المكتوبة باللغة السريانية، جلبها النازحون من مدينة الرها. | حي السريان القديم 36°12′55″N 37°08′37″E / 36.2152754°N 37.1437454°E  |
| كنيسة سيدة السريان           | 1994         |      | مريم العذراء          | بعد انتقال العديد من عائلات طائفة السريان الأرثوذكس إلى حي السريان الجديدة، تأسست الكنيسة في طابق أرضي لأحد الأبنية السكنية، في 15 أكتوبر 1994. | حي السريان الجديدة 36°13′14″N 37°08′49″E / 36.2204709°N 37.1468089°E |
| كنيسة المنديل المقدسة        | 2002         |      | تمجيد منديل الرها     | بُنيت عام 2002 بالقرب من كنيسة مار جرجس الشهيد، بإشراف المطران غريغوريوس يوحنا إبراهيم. تحوي الكنيسة على نسخة اصلية من منديل السيد المسيح الذي كان موجودًا في مدينة الرها. | حي السريان القديم 36°12′54″N 37°08′37″E / 36.2150852°N 37.143749°E   |

## الكنائس الأرثوذكسية (الروم الأرثوذكس)
| الاسم                     | سنة الافتتاح | صورة | مكرسة لـ     | ملخص | الموقع                                                       |
| ------------------------- | ------------ | ---- | ------------ | --- | ------------------------------------------------------------ |
| كنيسة رقاد السيدة العذراء | 1500         |      | مريم العذراء | تاريخيًا، امتلك الروم الأرثوذكس كنيسة واحدة في الجزء الجنوبي الشرقي من مجمّع الكنائس في حي الجديدة بحلب، وكانت مكرّسة على اسم القديس جرجس. أُصيبت الكنيسة بأضرار وأُعيد ترميمها لمرّات عدّة، منها زلزال حلب عام 1882 الذي دمّرها جزئيًا، وأعمال العنف خلال قومة حلب، وأخيرًا الحرب الأهلية السورية حيث تعرّضت للقصف بقذائف الهاون 30 مرة ممّا أدّى لتدمير القبة والسطح، بدأت أعمال الترميم في 2018. وقد كانت الكنيسة مقرّاً لأبرشية حلب للروم الأرثوذكس حتى عام 2000. تحتوي على حامل أيقونات من خشب الأبنوس يضمّ مجموعة وفيرة من الأيقونات اليونانية والروسية، وعددًا كبيرًا من أيقونات المدرسة الحلبيّة، بما في ذلك أيقونة كبيرة للقديس سمعان العمودي. | حي الجديدة 36°12′22″N 37°09′21″E / 36.2061787°N 37.1558422°E |
| كاتدرائية النبي إلياس     | 2000         |      | النبي إيليا  | بعد ازدياد عدد السكان الروم الأرثوذكس وحاجتهم لكنيسة كبيرة في المدينة، اشترت الطائفة أرضًا في حي الفيلات وبدأت عام 1975 أعمال بناء الكاتدرائية بالإضافة لمدرسة وعدة مشاريع ومراكز تتبع الروم الأرثوذكس، وأصبحت مقرًّا لأبرشية حلب والإسكندرون للروم الأرثوذكس عند تكريسها في 17 ديسمبر 2000. تضمّ مركز خدمة اجتماعي وقد تحول خلال الحرب الأهلية إلى مركز لإغاثة وإيواء اللاجئين، واستطاعت تقديم المساعدة لحوالي 4 آلاف لاجئ نصفهم من المسلمين. | حي الفيلات 36°13′02″N 37°09′16″E / 36.2170959°N 37.1545086°E |

## الكنائس الكاثوليكية

### الأرمن الكاثوليك
| الاسم                         | سنة الافتتاح | صورة | مكرسة لـ                    | ملخص | الموقع                                                           |
| ----------------------------- | ------------ | ---- | --------------------------- | --- | ---------------------------------------------------------------- |
| كاتدرائية مريم أم المعونات    | 1840         |      | مريم العذراء                | بناها أسقف الأرمن الكاثوليك في حلب بعد اعتراف الدولة العثمانية بالطائفة ومنحها الحق في بناء الكنائس، تعرّضت للنهب خلال قومة حلب عام 1850، وبدأت أعمال لتوسيعها عام 1963، وتضمّ نصبًا تذكاريًا لضحايا الإبادة الجماعية للأرمن. تُعتبر مقر مطرانية حلب للأرمن الكاثوليك منذ تكريسها. خلال الحرب الأهلية السورية تعرضت للتدمير بنسبة 65٪ في 9 يناير 2015. وقد أُعيد تدشينها بعد انتهاء أعمال الترميم في ديسمبر 2019. | حيّ التلل 36°12′27″N 37°09′17″E / 36.2075285°N 37.154649°E        |
| كنيسة المخلّص – القديسة بربارة | 1937         |      | القديسة بربارة              | كانت في الأصل مصلّىً صغير لليسوعيين في المدينة، ثُمّ تأسّست الكنيسة الحاليّة في نفس موقعه عام 1937. بُنيت لها واجهة حجريّة بعد 6 سنوات، وأُعيدَ ترميمها عام 1999. | حي السليمانية 36°13′00″N 37°09′30″E / 36.2166451°N 37.1583017°E  |
| كنيسة سيدة البشارة            | 1942         |      | مريم العذراء (ذكرى البشارة) | تأسّست في البداية باسم كنيسة سيدة الحبل بلا دنس حيثُ كُرّست لعقيدة الحبل بلا دنس التي يؤمن بها المسيحيون، وأُعيد بناؤها بشكل كامل في عام 2000. خلال الحرب الأهلية، تضررت بشدة بعد تعرّضها للقصف بقذائف الهاون في 3 ديسمبر 2015. | حي الشيخ مقصود 36°13′18″N 37°10′12″E / 36.2215828°N 37.1699661°E |
| كنيسة الثالوث الأقدس          | 1965         |      | عقيدة الثالوث المسيحية      | تأسْست في 13 يونيو 1965 في الذكرى الخمسين للإبادة الجماعية للأرمن من قبل النازحين الأرمن إلى حلب، حيث صُمِّمَ هيكلها ليُشبه هيكل كنيسة زفارتنوتس الموجودة في أرمينيا. أُعيد ترميمها عام 1990. تُعرف أيضًا بكنيسة سيدة الفرح أو كنيسة زفارتنوتس. | حي الميدان 36°13′15″N 37°09′47″E / 36.2208816°N 37.1630251°E     |
| كنيسة الصليب المقدس           | 1993         |      | ذكرى صلب يسوع               | كُرّست الكنيسة في 24 نيسان 1993، قام ببنائها المهندس المعماري الحلبي من أصول أرمنية سركيس بالمانوغيان. | حي العزيزية 36°12′45″N 37°09′19″E / 36.2124946°N 37.155357°E     |

### السريان الكاثوليك
| الاسم                    | سنة الافتتاح | صورة | مكرسة لـ              | ملخص | الموقع                                                             |
| ------------------------ | ------------ | ---- | --------------------- | --- | ------------------------------------------------------------------ |
| كنيسة مار آسيا الحكيم    | 1500         |      | القديس آسيا الحكيم    | واحدة من الكنائس الخمس الأولى التي تأسست في حي الجديدة، وكانت المركز التاريخي للمسيحين السُّريان في حلب. بُنيت هذه الكنيسة منفصلةً عن مجمع الكنائس الأربع الأخرى وكُرّست بدايةً للسيدة العذراء. تنازعت الطائفتان الأرثوذكسية والكاثوليكية على ملكيتها بعد انقسامهما في القرن 18، واستطاعت الأخيرة دفع مبلغ من المال للسلطة للعثمانية من أجل السيطرة عليها. استمرت بالعمل كمقر للسريان الكاثوليك حتى تشييدهم كاتدرائية سيدة الانتقال عام 1970، فأضحت كنيسةً تاريخية وكرسوها على اسم القديس آسيا. تعرضت الكنيسة للضرر مرتين، الأولى خلال قومة حلب عام 1850 حيثُ أحرقها المتمردون بالكامل، والثانية خلال الحرب الأهلية السورية عندما دُمِّر الجرس الذي يعود تاريخه إلى عام 1881. | حي الجديدة 36°12′22″N 37°09′22″E / 36.2061893°N 37.1561833°E       |
| كنيسة مار أفرام السرياني | 1960         |      | القديس أفرام السرياني | بعد نزوح العديد من العائلات السريانية من مدينة الرها إلى حلب عام 1919، قامت أبرشية السريان الكاثوليك ببناء مدرسة وكنيسة مؤقتة لتستقبلهم عام 1925. وبعد 33 سنة، وُضع حجر الأساس لبناء كنيسة جديدة، دُشّنت في 18 يونيو 1960 لإحياء ذكرى وفاة القديس أفرام السرياني. أُلحقَ بالكنيسة العديد من الأبنية السكنية المخصصة لرعاياها، بُنيَ القسم الأول منها عام 1996 والثاني عام 2002، كما تأسّس لها عام 1996 مركز للتعليم المسيحي ومقر للكشافة. | حي السريان القديم 36°12′55″N 37°08′43″E / 36.2151708°N 37.145176°E |
| كاتدرائية سيدة الانتقال  | 1970         |      | مريم العذراء          | أصبحت المقر الجديد للأبرشية عند تكريسها خلال احتفال كبير في 22 مارس 1970، بنيت في أراضي طائفة السريان الكاثوليك في المقابر المسيحية القديمة بالمدينة. | حي العزيزية 36°12′40″N 37°09′21″E / 36.2109885°N 37.1559366°E      |

### الروم الكاثوليك
| الاسم                 | سنة الافتتاح | صورة | مكرسة لـ              | ملخص | الموقع                                                               |
| --------------------- | ------------ | ---- | --------------------- | --- | -------------------------------------------------------------------- |
| كنيسة القديس جاورجيوس | 1839         |      | القديس جرجس           | تعتبر أوّل كنيسة للروم الكاثوليك تُبنى في المدينة. دُشّنت عام 1839 في حي الشرعسوس القديم، وبدأت أعمال لتوسيعها بعد عشرة أعوام في 1849. اندلعت النار داخلها خلال قومة حلب وأُعيد ترميمها عام 1852. بعد هجرة المسيحيين إلى الأحياء الحديثة في حلب في ستّينيّات القرن العشرين، نُقلت الكنيسة إلى حي السليمانية عام 1969، وأصبح المبنى القديم مزاراً للسيّاح. | حي الجديدة 36°12′28″N 37°09′46″E / 36.2078167°N 37.1628142°E         |
| كاتدرائية السيدة      | 1843         |      | مريم العذراء          | ثاني كنيسة للروم الكاثوليك تُبنى في حلب، حيث اشترى الأسقف المحلّي مجموعة من الدور القديمة من أجل هدمها وبناء الكاتدرائية مكانها، واستغرقت أعمال البناء عدة سنوات إلى حين تدشينها في آذار 1843. تعرّضت الكاتدرائية للهدم والتخريب مرّتين ممّا أدّى لتغيّر هيكلها الأصلي وهندستها المعمارية على مر السنوات، حيث كانت المرة الأولى خلال مذبحة المسيحيين في حلب عام 1850، والثانية خلال الحرب الأهلية السورية. وقد أُعيد ترميمها عام 2019. تعتبر مقر أبرشية حلب وسلوقية وقورش للروم الملكيين الكاثوليك. تتبع للأبرشية مجموعة من المدارس والمكتبات والمؤسسات الطبيّة والاجتماعية والخيريّة. | حي الجديدة 36°12′25″N 37°09′19″E / 36.2069278°N 37.1552101°E         |
| كنيسة القديس ديمتريوس | 1932         |      | القديس ديمتريوس       | دُشّنت عام 1932. شبّ حريق فيها نتيجة استهدافها بقذائف صاروخية خلال الحرب الأهلية، وأعادت الأبرشية ترميمها. تضمّ مركزًا لجمعية التعليم المسيحي بحلب، بالإضافة إلى مستوصف طبي. | حي السليمانية 36°12′50″N 37°09′40″E / 36.2139522°N 37.1610724°E      |
| كنيسة الملاك ميخائيل  | 1935         |      | رئيس الملائكة ميخائيل | اشترى مطران طائفة الروم الكاثوليك أرضًا في حي العزيزية، في موقع لكنيسة بيزنطية قديمة مزخرفة بالأشكال الهندسية والفسيفساء، وبدأ في جمع التبرعات من أجل بناء كنيسة لعائلات الطائفة النازحين من حي الجديدة إلى حيّ العزيزية عام 1850. | حي العزيزية 36°12′33″N 37°09′03″E / 36.2092374°N 37.150926°E         |
| كنيسة القديسة ماتيلدا | 1964         |      | القديسة ماتيلدا       | قام الرهبان الساليزان في حلب بشراء معبد قديم قي مدرسة جورج سالم الصناعية التي أسستها مؤسسة جورج وماتيلد سالم عام 1948، وشرعوا بتحويله إلى كنيسة عام 1954، بإشراف مهندسين طليان. | حي السبيل 36°12′47″N 37°08′31″E / 36.213049°N 37.1420449°E           |
| كنيسة القديسة تيريزا  | 1995         |      | تيريزا الأفيلاوية     | كانت أول كنيسة تُبنى في حي السريان الجديدة، وُضع حجر الأساس لها عام 1973، وبدأت أعمال البناء عام 1986. تقع الكنيسة على مساحة 800 م² تقريباً، لها قبة نصفيّة وأربع قبب محيطيّة صُمّمت على شكل صليب، ولها سمات بارزة من العمارة الكنسية البيزنطية والعمارة السورية المحلية. تحوي الكنيسة أربع أيقونات كبيرة الحجم رُسمت في اليونان، الأولى للسيد المسيح والثانية لمريم العذراء والثالثة للقديسة تيريزا والرابعة تصوّر حادثة تجلّي المسيح. | حي السريان الجديدة 36°13′13″N 37°08′48″E / 36.2201911°N 37.1467469°E |

### الموارنة
| الاسم                   | سنة الافتتاح     | صورة | مكرسة لـ     | ملخص | الموقع                                                        |
| ----------------------- | ---------------- | ---- | ------------ | --- | ------------------------------------------------------------- |
| كنيسة مار إلياس القديمة | القرن الخامس عشر |      | النبي إيليا  | تُعرف حاليًا باسم المطبعة المارونية، كانت أوّل كنيسة كاثوليكية في المدينة وواحدة من بين خمس كنائس في الجديدة ذكرها ديلا فالي. كانت الكنيسة تخدم كافّة المسحيين الكاثوليك في المدينة، واستخدمها مُختلف الرهبان الكاثوليك مثل اليسوعيين والفرنسيسكان. هُجرَت الكنيسة بعد بناء الكاتدرائية المارونية بدلًا عنها، فتحولت إلى دار للطباعة، لتحوي أول مطبعة في مدينة حلب، واختصّت في طباعة الكتب الدينية ثم تطورت لتطبع العديد من المنشورات الأدبية والشعرية والصحف والمجلات. | حي الجديدة 36°12′26″N 37°09′21″E / 36.207087°N 37.155804°E    |
| كاتدرائية القديس إلياس  | 1873             |      | النبي إيليا  | بُنيت عام 1873 على الطراز الإيطالي في ميدان فرحات، كبديل عن الكنيسة القديمة التي تحوّلت فيما بعد إلى مطبعة. جُدّدت قبّتها عام 1914، وبُنيَ لها برج كبير يحمل جرس وساعة، وكانت الساعة تدقّ معزوفة دينية كل خمسة عشر دقيقة. تعرّضت خلال الحرب الأهلية للقصف وتدمّرت أجزاء من قبتها نتيجة التفجيرات، بدأت أعمال ترميمها في عيد الميلاد بعد استعادة الجيش السوري للمدينة عام 2016. وأُعيدَ افتتاحها في 20 تموز/يوليو 2020. تعتبر مقر أبرشية حلب الكاثوليكية المارونية، وتضم تمثالًا تذكاريًا للمطران جرمانوس فرحات الذي كان لهُ فضل في تأسيسها، بالإضافة لمكتبة تحوي مخطوطات ومؤلفات قام المطران بكتابتها. | ميدان فرحات 36°12′26″N 37°09′21″E / 36.2071774°N 37.1557036°E |
| كنيسة سيدة مونليجون     | 1909             |      | مريم العذراء | يعود أصل تسميتها إلى قرية مونليجون الواقعة في إقليم أورن في فرنسا، حيث قام أحد الكهنة بتأسيس شركة القداس الأبدي التي ساعدت مطران الموارنة في حلب في بنائها عام 1908، وافتُتحت في 1 تشرين الأول 1909. أُعيد تدشينها عام 1998. خلال الحرب الأهلية السورية، تعرّضت الكنيسة لقصف بقذائف الهاون من قبل الجماعات المتمرّدة ممّا أدى لتدمير قاعة الصلاة والسقف الخشبي. | حي الحميدية 36°12′40″N 37°09′43″E / 36.2109756°N 37.1619799°E |

### الكلدان
| الاسم                 | سنة الافتتاح | صورة | مكرسة لـ    | ملخص | الموقع                                                         |
| --------------------- | ------------ | ---- | ----------- | --- | -------------------------------------------------------------- |
| كاتدرائية القديس يوسف | 1972         |      | يوسف النجار | أسّست طائفة الكلدان الكاثوليك كنيسةً كبيرة مزخرفة في عام 1886 باسم القديسين بطرس وبولس في حي العزيزية، وأُلحقَ بها معبد ضخم، لكنها هُدمت بعد تشييد كنيسة جديدة لهم على اسم يوسف النجار في حي الفيلات عام 1972، لتكون مقراً جديداً لمطرانية الكلدان في المدينة. | حي السليمانية 36°12′54″N 37°09′13″E / 36.215112°N 37.1535227°E |

### اللاتين
| الاسم                       | سنة الافتتاح | صورة | مكرسة لـ                    | ملخص | الموقع                                                        |
| --------------------------- | ------------ | ---- | --------------------------- | --- | ------------------------------------------------------------- |
| كنيسة القديس فرنسيس الأسيزي | 1937         |      | القديس فرنسيس الأسيزي       | يطلق عليها اختصاراً كنيسة اللاتين، هي واحدة من أهم الكنائس الحديثة في مدينة حلب وأكبرها مساحةً. كُرّست تيمناً بالقديس فرنسيس الأسيسزي اللذي أسس الرهبنة الفرنسيسكانية، كان مقرها مقبرةً للطائفة الرومانية الكثوليكية. بدأ بناؤها في العام 1934، بعد انتقال الرعية اللاتينية في حلب من حي الشيباني إلى العزيزية، واستغرقت أعمال البناء حوالي ثلاث سنوات لتُدشّن بعد ذلك في 10 أكتوبر 1937. بنيت الكنيسة على طراز كاتدرائية القديس بطرس في الفاتيكان وبنيت أبراجها الأمامية على الطراز الكلاسيكي لكنائس القرن السادس. تُعتبر الكنيسة مقر النيابة الرسولية في حلب، ويقع بجانبها دير اللاتين الذي يقيم فيه الآباء الفرنسيسكان، ومتحف صغير للمخطوطات والكتب الدينية. | حي العزيزية 36°12′36″N 37°09′16″E / 36.2098764°N 37.1543274°E |
| كنيسة سيدة البشارة          | 1997         |      | مريم العذراء (ذكرى البشارة) | أسّستها النيابة الرسولية في حلب عام 1997، تضررت خلال الحرب الأهلية السورية وأُعيد افتتاحها عام 2018. تُقيم الكنيسة احتفالات وطقوس استثنائية في شهر أيار/مايو المخصّص لإكرام مريم العذراء، كما تقيم المرافق التابعة لها عدة أنشطة ودورات تعليمية دينية للأطفال والشباب برعاية مؤسسة رهبانية الكلمة المتجسد في الشرق الأوسط وأفريقيا اللاتينية. | حي الميدان 36°13′11″N 37°10′03″E / 36.2196658°N 37.1673903°E  |

## الكنائس البروتستانتية

### الأرمن الإنجيليون
| الاسم          | سنة الافتتاح | صورة | مكرسة لـ                                | ملخص | الموقع                                                          |
| -------------- | ------------ | ---- | --------------------------------------- | --- | --------------------------------------------------------------- |
| كنيسة عمانوئيل | 1923         |      | عمانوئيل، تسمية عبرية تعني "الله معنا". | كانت مقرًا لطائفة الأرمن الإنجيليين منذ تأسيسها في عام 1923. أُصيب سقف الكنيسة بأضرار جسيمة بعد تعرّضه للقصف في 17 يناير 2016. أُعيد افتتاحها في 2 ديسمبر 2019 بعد انتهاء أعمال الترميم وإعادة التأهيل. | حي العزيزية 36°12′29″N 37°09′04″E / 36.2080021°N 37.1511259°E   |
| كنيسة بيت إيل  | 1937         |      | "بيت الله" (بالعبرية: בֵּית אֵל)           | تأسست في البداية عام 1922 كقاعة خشبية صغيرة تقدم خدمات تعليمية ودينية من أجل استقبال النازحين الأرمن من مدينة مرعش، ثُمّ بدأت أعمال بناء كنيسة حجرية مكانها بين عامي 1932-1934، لتكون نموذجًا عن الكنيسة الأرمنية القديمة في مرعش. يتبع لها مركز للتعليم المسيحي ومدرسة أحد وعدّة لجان اجتماعية وتضمّ معهدًا موسيقيًّا ومستوصفًا طبّيًا خيريًّا. | حي الجابرية 36°13′02″N 37°09′49″E / 36.2173348°N 37.163722°E    |
| كنيسة الشهداء  | 14 مايو 1965 |      | الشهداء المبشّرون بالمسيحية.             | شيّدها السينودس الإنجيلي في حي السليمانية، وكُرّست في 14 مايو 1965. تعرضت لأضرار طفيفة بعد قصفها بشكل متكرر خلال المعارك في المدينة عام 2013. | حي السليمانية 36°13′09″N 37°09′45″E / 36.2192349°N 37.1625927°E |

### العرب الإنجيليون
| الاسم                     | سنة الافتتاح                               | صورة | مكرسة لـ    | ملخص | الموقع                                                       |
| ------------------------- | ------------------------------------------ | ---- | ----------- | --- | ------------------------------------------------------------ |
| الكنيسة الإنجيلية العربية | 1848 (البناء الأول) - 2019 (البناء الثاني) |      | -           | مقر السنودس الإنجيلي الوطني في المدينة، تأسست في البداية عام 1848 باسم كنيسة الخندق في جادة الخندق بحي الجديدة، ثُمّ تدمّرت بالكامل عام 2012 بعد إقدام مجموعة مسلّحة على زرع متفجرات في مبناها ما أدّى لتدمير أساساتها وانهيار المبنى بالكامل. وبعد عودة الاستقرار للمدينة دشّنت الطائفة الإنجيلية مبنىً جديد في حي الفيلات عام 2019 كبديل للمبنى القديم المدمّر. | حي الفيلات 36°12′57″N 37°09′13″E / 36.2157774°N 37.1537469°E |
| كنيسة يسوع نور العالم     | 1975                                       |      | يسوع المسيح | تُعرف بكنيسة الاتحاد المسيحي الإنجيلية، هيَ كنيسة صغيرة شيدتها الطائفة الإنجيلية في إحدى الأبنية السكنية بحي الفيلات، وابتدأ العمل والصلاة فيها رسميًا عام 1985. | حي الفيلات 36°13′12″N 37°09′29″E / 36.2200347°N 37.1579967°E |

## الكنائس المشتركة
| الاسم          | سنة الافتتاح | صورة | مكرسة لـ    | ملخص | الموقع                                                        |
| -------------- | ------------ | ---- | ----------- | --- | ------------------------------------------------------------- |
| كنيسة مار يوسف | 2002         |      | يوسف النجار | افتُتحت عام 2002 كنيسةً جامعةً لمُختلف الطوائف المسيحية في حلب بمُشاركة رئيس المجلس البابوي لشؤون وحدة المسيحيين، وتخضع بصفة رئيسة لإشراف أبرشيّتي الروم الأرثوذكس والروم الكاثوليك في المدينة. | حي الحمدانية 36°11′14″N 37°06′20″E / 36.1871358°N 37.105657°E |

## معرض الصور

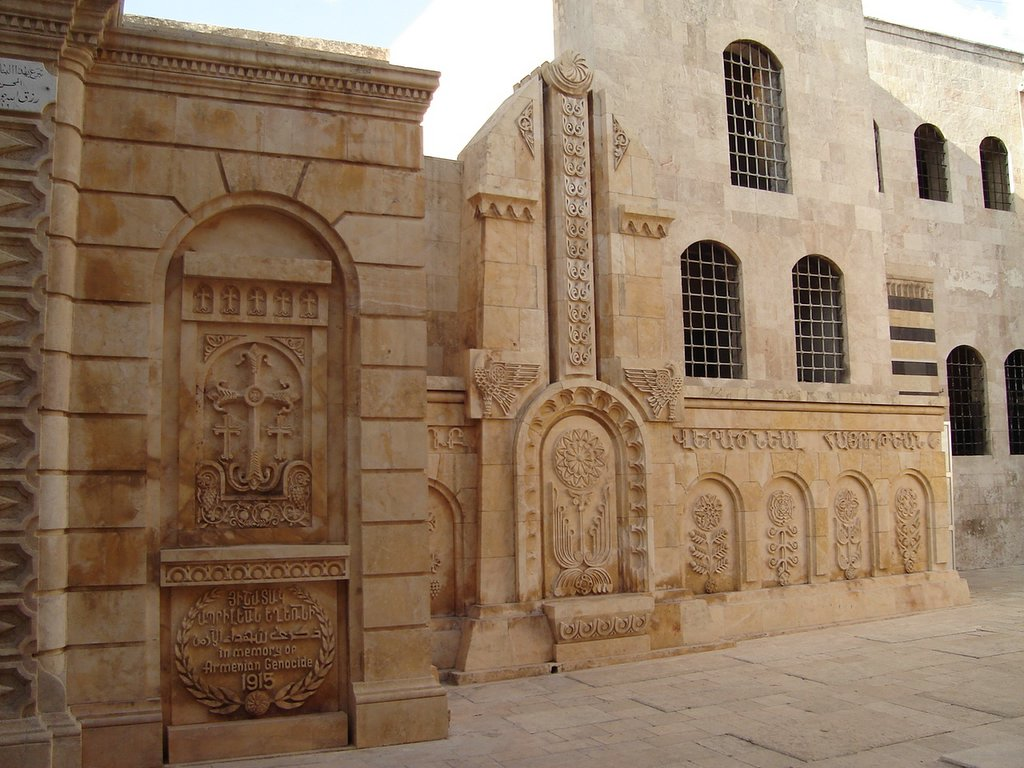
نصب تذكاري لضحايا الإبادة الجماعية للأرمن في كاتدرائية الأربعين شهيد
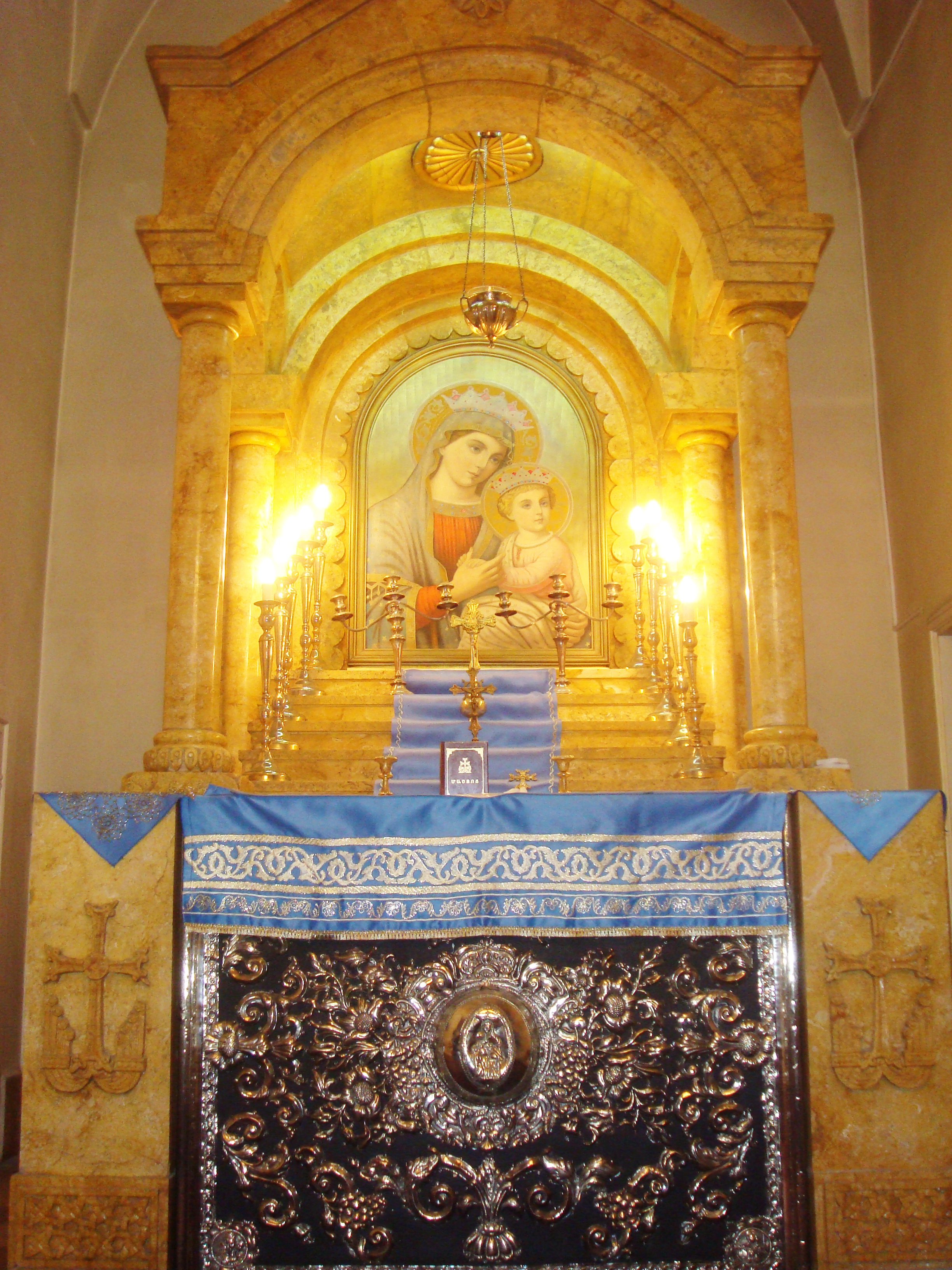
أيقونة لمريم العذراء في كاتدرائية الأربعين شهيد
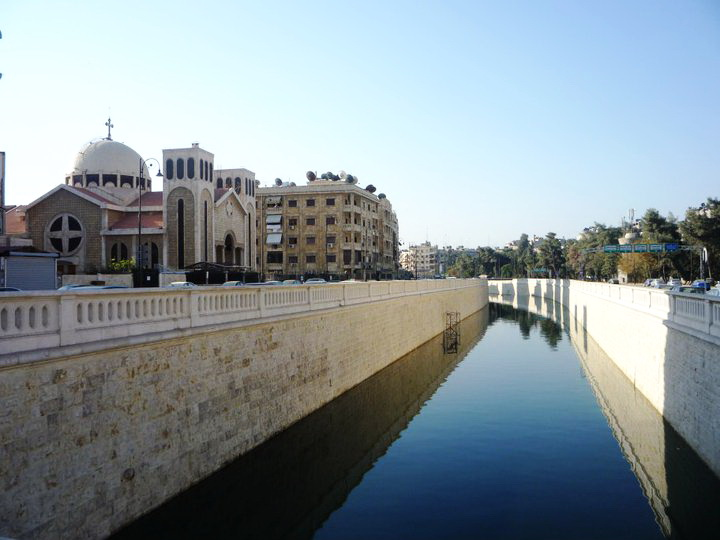
كاتدرائية النبي إلياس للروم الأرثوذكس قُربَ نهر قويق.
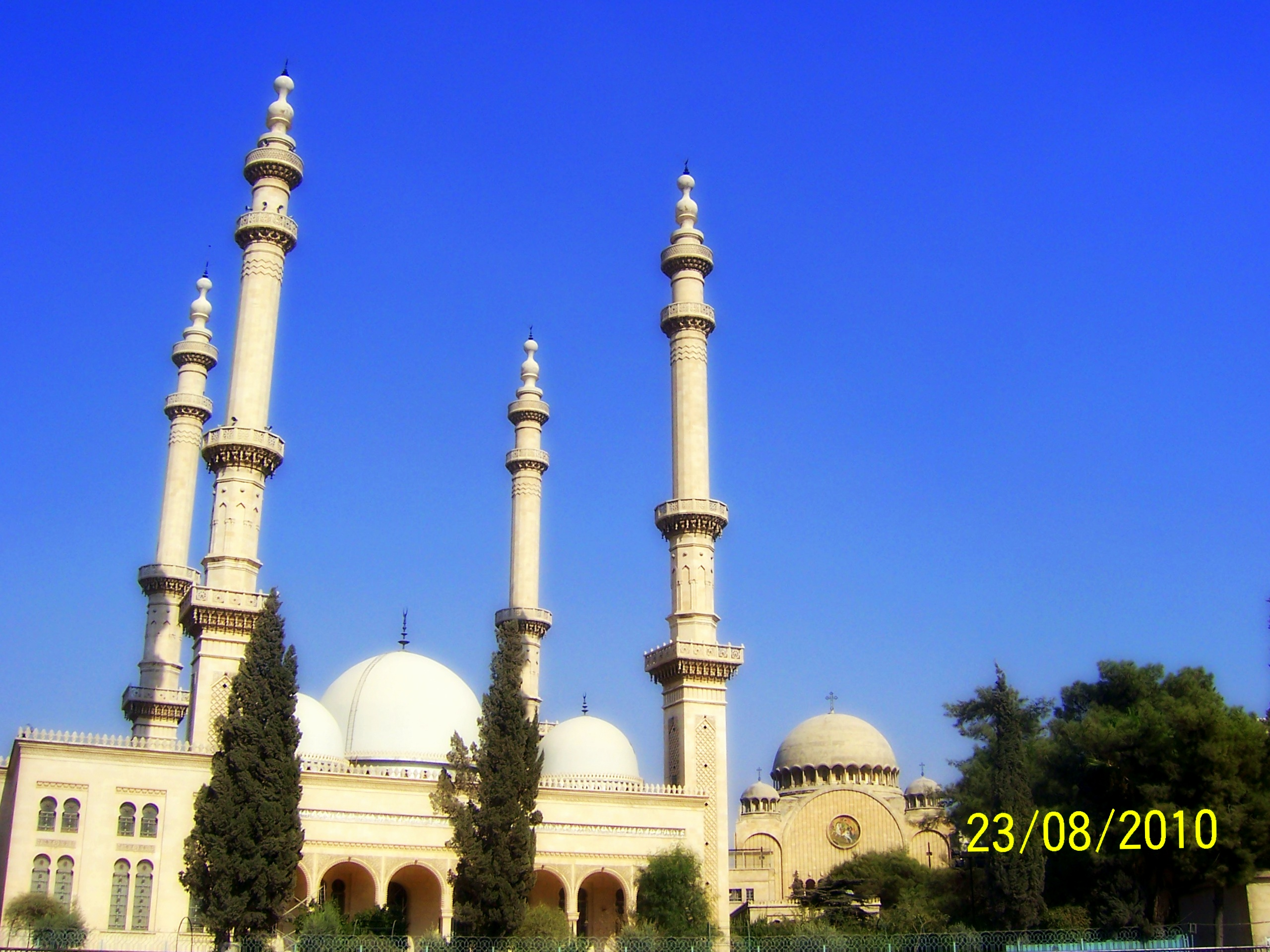
كنيسة القديس جاورجيوس للروم الكاثوليك قُربَ مسجد التوحيد في حلب.
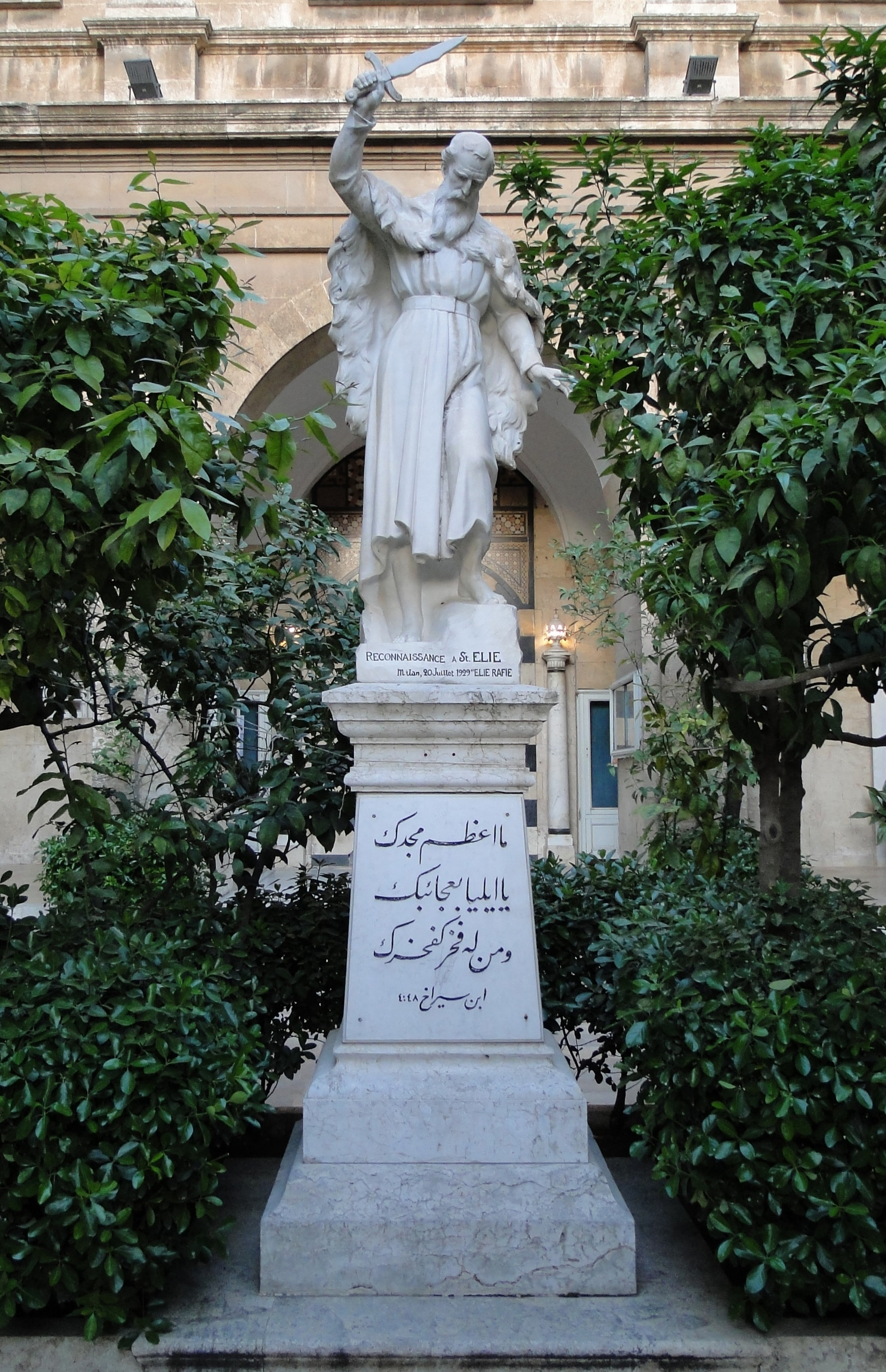
تمثال للنبي إيليا في كاتدرائية القديس إلياس.
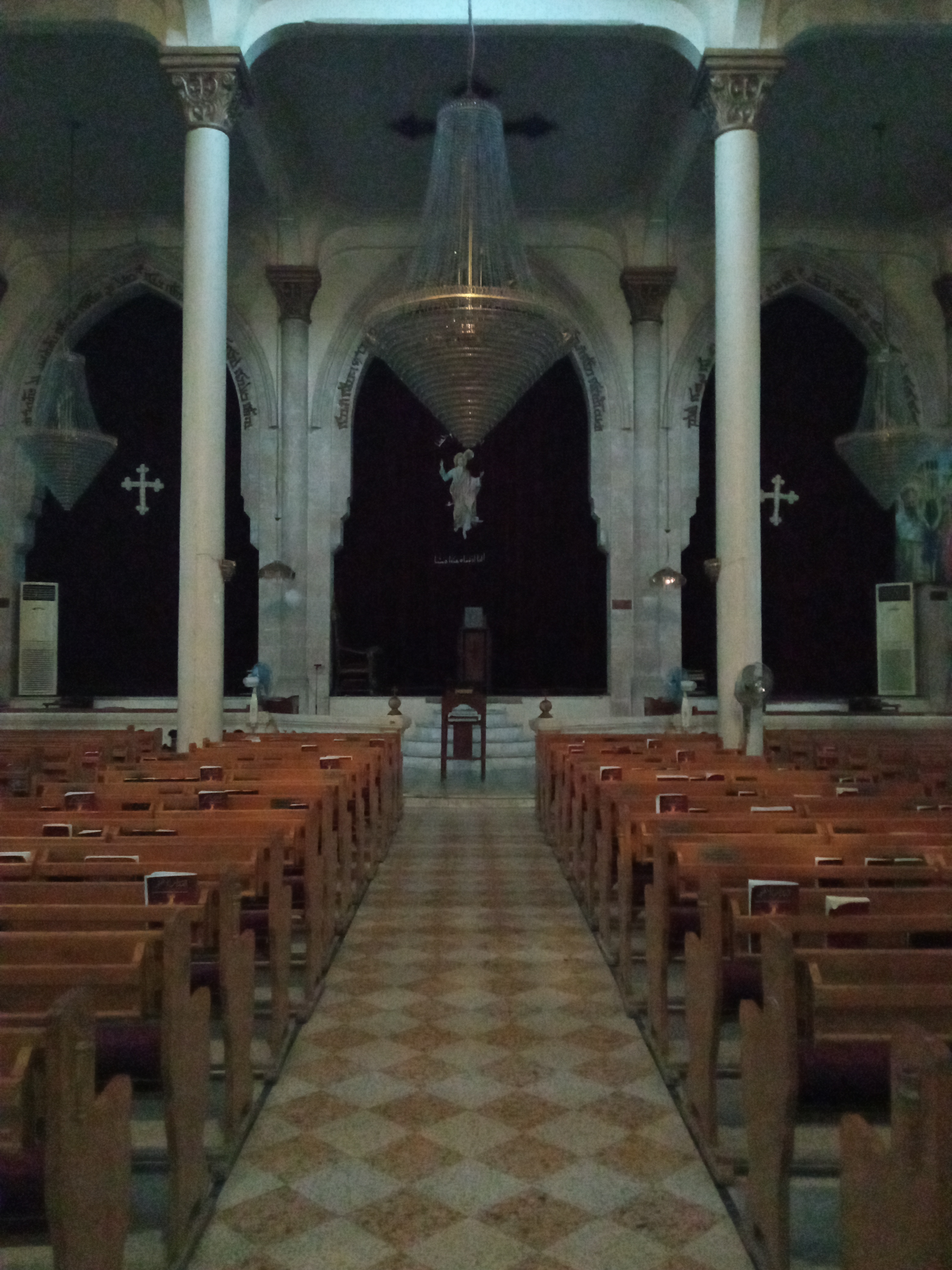
صورة لكنيسة مار جرجس للسريان الأرثوذكس من الداخل.

## روابط خارجية
- الانتشار المسيحي في حلب أواخر العهد العثماني والتطورات في القرن المنصرم
- موقع القديسة تيريزا - الطوائف المسيحية في حلب:(الروم الكاثوليك - الأرمن الكاثوليك - الروم الأرثوذكس - السريان الأرثوذكس - الموارنة)
- تقرير لتقييم الأضرار في كنائس حي الجديدة في حلب خلال الحرب الأهلية السورية – L.I.S.A